# Bryologisch-lichenologische Arbeitsgemeinschaft für Mitteleuropa
Die Bryologisch-lichenologische Arbeitsgemeinschaft für Mitteleuropa (BLAM) ist ein eingetragener Verein, der es sich zur Aufgabe gemacht hat, die Bryologie und Lichenologie zu fördern und die Erforschung der Flechten und Moose zu unterstützen. Der Verein hat seinen Sitz in Bad Dürkheim.

## Satzungsgemäße Aufgaben
Zur Verbesserung der Forschung wird eine Vernetzung der Fachleute auf dem Gebiet der Moose und Flechten angestrebt. Zur Erfüllung dieser Aufgaben gibt die BLAM die wissenschaftliche Zeitschrift HERZOGIA heraus und stellt kostenfreie Aufsätze und Zusammenfassungen daraus zur Verfügung. Es wird eine jährliche internationale Exkursion organisiert und diverse Exkursionen und Fachtagungen angeboten. Weitere Aufgaben sind die Förderung der Forschung über Moose und Flechten, der Kontakt zu internationalen Organisationen mit ähnlichen Zielsetzungen und der Schutz von Flechten und Moosen bzw. deren Lebensräume.

## Moos und Flechte des Jahres
Zu den Aufgaben der BLAM zählte bis 2010 auch die Ausrufung des Mooses und der Flechte des Jahres. Seit 2011 übernimmt der Naturschutzbund Österreich diese Aufgabe für Deutschland und Österreich zusammen mit der BLAM.